# Joe Zawinul/Diskografie

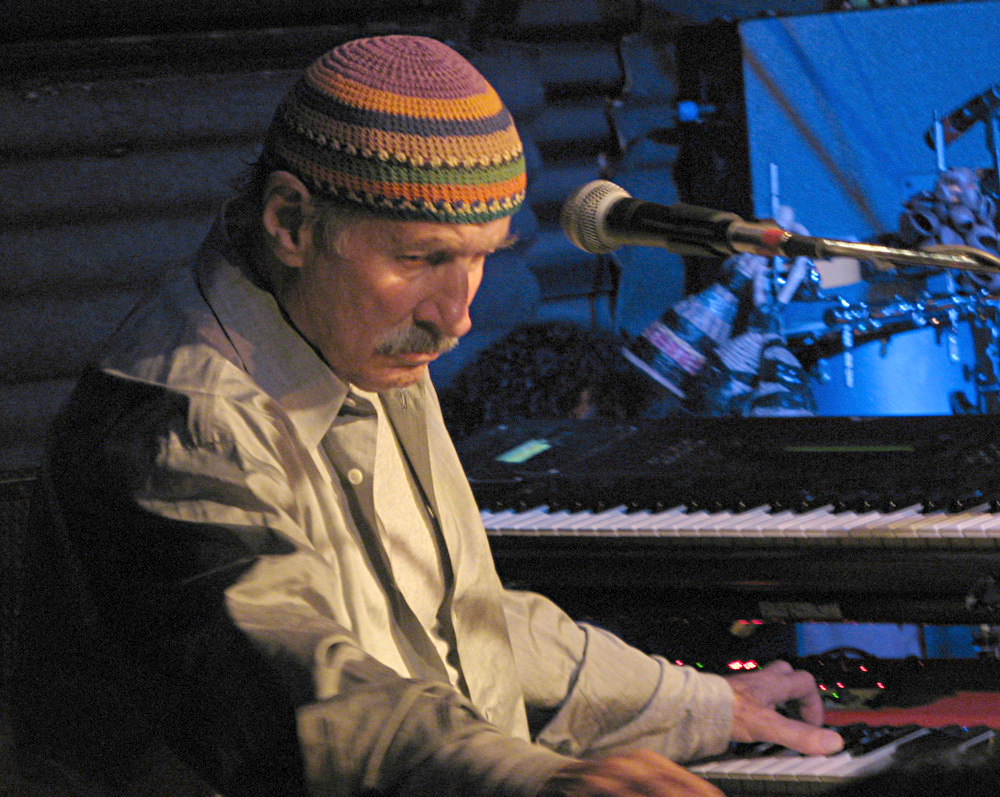
Joe Zawinul, The Zawinul Syndicate, Freiburg (2007)

Diese Diskografie ist eine Übersicht über die veröffentlichten Tonträger von Joe Zawinul, chronologisch (nach Aufnahmedatum) geordnet nach eigenen Projekten und Tätigkeiten als Sideman. Die Gruppe Weather Report leitete er gemeinsam mit Wayne Shorter.

## Aufnahmen unter eigenem Namen
- 1958: To You with Love (Strand)
- 1963: Ben Webster and Joe Zawinul – Soulmates (Riverside)[2]
- 1965: Money in the Pocket (Atco)[3]
- 1966–1967: The Rise and Fall of the Third Stream (Vortex)[3]
- 1970: Zawinul (Warner)[3]
- 1986: Di-a-lects (Columbia)
- 1988: Music for Two Pianos – mit Friedrich Gulda (Capriccio)[4]
- 1996: My People (ESC, DE: Gold (German Jazz Award))
- 1996: Stories of the Danube (Polygram)
- 2000: Mauthausen – Vom großen Sterben hören (ESC)[5]
- 2002: Faces and Places (ESC)
- 2004: Joe Zawinul and The Austrian All Stars 1954–57 (RST Records)
- 2005: Weather Update (Geneon, 1986, DVD)
- 2005: Brown Street (Intuition), mit der WDR Big Band Köln[6] (DE: Gold (German Jazz Award))

### The Zawinul Syndicate
- 1988: The Immigrants (Columbia)
- 1989: Black Water (Columbia)
- 1992: Lost Tribes (Columbia)
- 1997: World Tour (ESC, DE: Gold (German Jazz Award))
- 2005: Joe Zawinul and The Zawinul Syndicate – Vienna Nights – Live at Joe Zawinul’s Birdland (BirdJAM)
- 2007: Joe Zawinul and The Zawinul Syndicate – 75th (BHM)

### Mit Weather Report

#### Studio- und Livealben
- 1971: Weather Report (Columbia)
- 1972: I Sing the Body Electric (Columbia)
- 1972: Live in Tokyo (Columbia)
- 1973: Sweetnighter (Columbia)
- 1974: Mysterious Traveller (Columbia)
- 1975: Tale Spinnin’ (Columbia)
- 1976: Black Market (Columbia)
- 1977: Heavy Weather (Columbia)
- 1978: Mr. Gone (Columbia)
- 1979: 8:30 (Columbia)
- 1980: Night Passage (Columbia)
- 1981: Weather Report (Columbia)
- 1983: Procession (Columbia)
- 1984: Domino Theory (Columbia)
- 1985: Sportin’ Life (Columbia)
- 1985: This Is This (Columbia)

#### Nach Auflösung der Band
- 2002: Live and Unreleased, (Columbia, 1975–1983, 2 CDs)
- 2006: Forecast: Tomorrow (Sony Legacy, 1971–1982, 3 CDs und DVD[7])
- 2011: Live in Berlin 1975 (Columbia, 1975)[8]
- 2011: Live in Offenbach 1978 (Art of Groove/Birdjam, 1978)
- 2011: Live in Cologne 1983 (Art of Groove/Columbia 1983, 2 CDs)

## Aufnahmen als Begleiter
- 1954/55: Hans Koller – Some Winds (RST)[9]
- 1956: Fatty George Jazzband – On the Air (RST)[9]
- 1956/57: Fatty George Two Sound Band – Dixie aus dem Wienerwald[9]
- 1957: Bud Shank / Bob Cooper – European Tour ’57 (Lone Hill)[9]
- 1958: Fatty George – Fatty’s Saloon[9]
- 1958: Fatty George – A Tribute to Vienna[9]
- 1960: Dinah Washington – What a Difference a Day Makes (Mercury)
- 1960: Dinah Washington and Brook Benton – Two of Us (Mercury)
- 1961: Yusef Lateef – The Centaur and the Phoenix (Riverside)
- 1961: Nat Adderley – Naturally! (Jazzland)
- 1961: Jimmy Forrest – Out of the Forrest (Prestige)
- 1962: Eddie „Cleanhead“ Vinson – Back Door Blues (Riverside)
- 1962: Eddie Jefferson – Letter from Home (Riverside)
- 1962: Sam Jones – Down Home (Riverside)
- 1964: Nat Adderley – Autobiography (Atlantic)
- 1967: Herbie Mann and Tamiko Jones – A Man and a Woman (Atlantic)
- 1967: Friedrich Gulda und sein Eurojazz-Orchester feat. J. J. Johnson, Joe Zawinul (Preiser)
- 1968: David „Fathead“ Newman – Bigger and Better (Atlantic)
- 1968: Nat Adderley – Scavenger (Milestone)
- 1968: Eddie Harris – Silver Cycles (Atlantic)
- 1969: David „Fathead“ Newman – The Many Facets of David Newman (Atlantic)
- 1969: Aretha Franklin – Soul 69 (Atlantic)
- 1970: Yusef Lateef – The Diverse Yusef Lateef (Atlantic)
- 1970: Yusef Lateef – Suite 16 (Atlantic)
- 1970: Miroslav Vitouš – Purple (Columbia)
- 1971: Tim Hardin – Bird on a Wire (Columbia)
- 1973: Madura – Madura II (Columbia)
- 1989: Quincy Jones – Back on the Block (Qwest)[10]
- 1991: Salif Keïta – Amen (Mango)
- 1993: Trilok Gurtu – Crazy Saints (CMP)[11]
- 1998: Broadlahn – Almrauschen im Weltempfänger[12]

### Mit Cannonball Adderley
- 1961: Nancy Wilson / Cannonball Adderley (Capitol)
- 1962: Planet Earth (Riverside)
- 1962: In New York (Riverside)
- 1962: Cannonball in Europe (Riverside)
- 1963: Jazz Workshop Revisited (Riverside)
- 1963: Nippon Soul (Riverside)
- 1964: Live! (Capitol)
- 1964: Live Session! ... with the New Exciting Voice of Ernie Andrews! (Capitol)
- 1964: Fiddler on the Roof (Capitol)
- 1965: Domination (Capitol)
- 1966: Great Love Themes ... with Strings (Capitol)
- 1966: Mercy, Mercy, Mercy! Live at “The Club” (Capitol)
- 1967: 74 Miles Away / Walk Tall (Capitol)
- 1967: Why Am I Treated So Bad! (Capitol)
- 1968: In Person (Capitol)
- 1969: Country Preacher: Live at Operation Breadbasket (Capitol)
- 1970: The Cannonball Adderley Quintet and Orchestra (Capitol)
- 1970: The Price You Got to Pay to Be Free (Capitol)
- 1991: Radio Nights (Virgin, 1967/1968)
- 2024:  Burnin’ in Bordeaux: Live in France 1969

### Mit Miles Davis
- 1969: In a Silent Way (Columbia)
- 1969: Bitches Brew (Columbia)
- 1979: Circle in the Round (Columbia, 1955–1970)[13]
- 1974: Big Fun (Columbia, 1969–1972)[14]
- 1970: Live-Evil (Columbia, 1970)[15]
- 1981: Directions (Columbia, 1960–1970)[16]

## Auszeichnungen für Musikverkäufe
| Land/RegionAuszeichnungen für Musikverkäufe (Land/Region, Auszeichnungen, Verkäufe, Quellen) | Gold     | Platin | Verkäufe | Quellen           |
| -------------------------------------------------------------------------------------------- | -------- | ------ | -------- | ----------------- |
| Deutschland (BVMI)                                                                           | 3× Gold3 | —      | 30.000   | musikindustrie.de |
| Insgesamt                                                                                    | 3× Gold3 | —      |          |                   |